# Psykiatri

Magnetresonanstomografi (magnetkamera) av en människas hjärna. Inom psykiatrin används bland annat radiologiska undersökningar för att utesluta kroppslig sjukdom.

Psykiatri är det område inom medicinen som behandlar psykiska störningar och psykisk ohälsa. Psykiatrin omfattar diagnos, behandling och metoder för att förebygga psykiska störningar. Psykiatrin som disciplin utgår från psykopatologi. Den har historiskt varit nära kopplad till neurologin, det medicinska område som behandlar kroppsliga sjukdomar i nervsystemet, men de två disciplinerna har sedan tidigt 1900-tal gradvis glidit isär. 
Den moderna psykiatrin är präglad av en syn på psykisk störning och psykisk ohälsa som en blandning av biologiskt-kemiska processer och psykologiska fenomen. Det sociala perspektivet har sedan 1970-talet tonats ner. En ibland eftersträvad behandlingsformen är en kombination av läkemedelsbehandling och psykoterapi. Att endast använda sig av olika tabletter och frågeformulär, istället för samtal, blir dock allt vanligare, och är närmast det vanligaste tillvägagångssättet i exempelvis Stockholms stad idag.

## Psykiatrins historiska utveckling
Psykiatrins äldre utveckling, innan den blev ett egentligt medicinskt område, hänger ihop med dåtidens syn på psykisk störning, som tidigare har kallats mental sjukdom eller sinnessjukdom. Det var länge vanligt att betrakta personer som led av psykisk ohälsa som "besatta", det vill säga att onda andar var orsaken till deras tillstånd. Freud och Jung la mycket uppmärksamhet åt frågan huruvida psykiatrin skulle vara en del av religionen eller medicinen. Freuds perspektiv kom dock att vinna mark.
En förbättrad behandling av personer med psykisk störning börjar utvecklas från slutet av 1700-talet och början av 1800-talet, ungefär vid tiden för Franska revolutionen 1789. En av pionjärerna för detta var den franske läkaren Philippe Pinel (1745-1826). Begreppet psykiatri infördes av den tyske läkaren Johann Christian Reil (1759-1813). Den första professuren i psykiatri inrättades år 1811 i Leipzig. Ett mentalsjukhus som byggdes i Dresden 1811 var delvis mönsterbildande för de mentalsjukhus som uppfördes senare under 1800-talet i USA och Europa.
Psykiatrin har använt metoder som idag anses kontroversiella, såsom isbad, insulinchocker, sömnkurer, elchocker (ECT) samt lobotomi. ECT används fortfarande men i ett globalt perspektiv är det okänt i vilken utsträckning. Numera används ECT främst vid mycket svåra depressioner. Det kan noteras att även kroppssjukvården i ett historiskt perspektiv i betydande utsträckning använt metoder som idag ter sig tveksamma, exempel åderlåtning eller behandling med kvicksilver och arsenik.
Ett genombrott vad gäller modern behandling skedde på 1950-talet med klorpromazin (Hibernal), som gjorde stormavdelningarna överflödiga. Den nya generationen antidepressiva mediciner (främst av typen SSRI) introducerades i slutet av 1980-talet. De har typiskt sett mindre biverkningar, vilket lett till att sådan läkemedelsbehandling fått betydande spridning utanför psykiatrin och främst inom allmänmedicinen. Bipolär sjukdom (tidigare kallat manodepressiv sjukdom) behandlas bland annat med litium och behandlingen av schizofreni är föremål för intensiv forskning. De stora mentalsjukhusen har främst i den industrialiserade världen övergetts för en mer decentraliserad vård.

## Kritik
Kritiker som bland annat psykiatrikern Thomas Szasz menar att man istället för att tala om "psykiska sjukdomar" bör nyttja begreppet "livsproblem". Man menar att psykiatrin "behandlar" livsproblemen som falska eller metaforiska "sjukdomar". Respektive att psykiatrin är en falsk eller metaforisk "läkekonst". Szasz kom till dessa slutsatser genom att undersöka de komplicerade historiska, lingvistiska, moraliska och sociologiska aspekterna av olika psykiatriska idéer och interventionsformer, som enligt honom ofta kännetecknades av att dessa, på ett smygande och genomträngande sätt blandade ihop sjukdomar med avsteg från normer. Man ser det också som att ohälsa blandadas ihop med omoral, kurerande med kontroll, samt terapi med tortyr.

## Fotnoter
1. 1 2  Psykiatri - Psykologilexikon - Psykologi.se
2. ↑  Börje Cronholm; Psykiatri som vetenskap, Nordic Journal of Psychiatry, Vol 34, Issue 3 & 4 (1980) , sidor 201 - 224
3. 1 2  Wicklin, Martin. ”Johan Cullberg – svensk psykiatris nestor på divanen - Söndagsintervjun”. Sveriges Radio. https://sverigesradio.se/sida/avsnitt/1449182?programid=4772. Läst 6 juli 2020.  ”OBS minut 28-30.”
4. ↑  ”Psychiatrists Shift Focus To Drugs, Not Talk Therapy” (på engelska). NPR.org. https://www.npr.org/2012/10/22/163409863/psychiatrists-shift-focus-to-drugs-not-talk-therapy. Läst 6 juli 2020.
5. ↑  Harris, Gardiner (5 mars 2011). ”Talk Doesn’t Pay, So Psychiatry Turns Instead to Drug Therapy” (på amerikansk engelska). The New York Times. ISSN 0362-4331. https://www.nytimes.com/2011/03/06/health/policy/06doctors.html. Läst 6 juli 2020.
6. ↑   i Nordisk familjebok (andra upplagan, 1917)
7. ↑  S.231, Szasz, Thomas (1978 ;). Psykoterapi - en myt : själens bot som religion, retorik och repression. Alba. ISBN 91-7458-172-4. OCLC 186302328. http://worldcat.org/oclc/186302328. Läst 31 augusti 2021
8. ↑  Frisk, Martina (11 september 2013). ”Fler ska bli skyldiga rapportera elchocker”. Riksdag & Departement. Arkiverad från originalet den 17 september 2013. https://archive.is/20130917193852/http://rod.se/utreder-ut%C3%B6kat-rapporteringskrav-inom-psykiatri.